# Diario constitucional, político y mercantil de Barcelona
El Diario constitucional de Barcelona, más tarde Diario constitucional, político y mercantil de Barcelona fue un diario editado en Barcelona (España) durante el Trienio Liberal (1820-1823). Inició su andadura el 13 de marzo de 1820 y apareció sin interrupción alguna y siempre en idioma español. 

## Historia
La prensa política se estrenó en Barcelona con el llamado Trienio Constitucional (1820-23), un periodo en el que Barcelona va a asistir a la publicación simultánea y en competencia de hasta cuatro diarios: Diario constitucional, político y mercantil de Barcelona (1820-23), El Indicador Catalán (1822-23) y Diario de la Ciudad de Barcelona o El Eco de la Ley (1822-23), además del decano Diario de Barcelona, reaparecido en junio de 1814, al cabo de una breve suspensión, de la mano del impresor Antonio Brusi Mirabent. 
Hasta el número 50 del diario llevaba por nombre Diario constitucional de Barcelona. También se conocía como Diario de Dorca porque se imprimía en la “Imprenta Nacional del Gobierno por Juan Dorca”.  En efecto, Juan Dorca fundó el diario tras el triunfo del levantamiento del coronel Rafael del Riego y ante la ausencia de medios de comunicación en Barcelona. Siguió una línea liberal, como se puede leer en su editorial.

##### Editorial fundacional
“Las proclamas que incluimos en este periódico son la mejor historia de los sucesos ocurridos en esta heroica Ciudad y en los demás pueblos de la Provincia desde el diez del corriente; sin embargo debemos advertir, para admiración y conocimiento de todos los políticos de Europa, que la gloriosa insurrección de Cataluña es el fruto de la madurez y del largo sufrimiento de seis años, sino que hayan intervenido en esta reacción social ni conspiradoras, ni agentes ni más medios de la explosión simultánea de la opinión.”

Durante los tres años que el diario existió, no recibió ninguna suspensión y, por tanto, pudo ser publicado a diario de manera ininterrumpida. No es un diario que acostumbrara a tener suplementos, pero el 9 de marzo de 1821 tuvo uno, que contenía una noticia del diario El Universal datada en Madrid el 3 de marzo de 1821. Las dos ediciones más destacables son la del 13 de marzo de 1820, por ser la primera, y la del 31 de octubre de 1823, la número 304 de 1823, que fue la última.

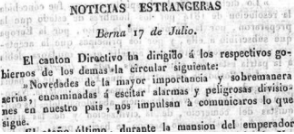
Primer párrafo de la última edición del diario

### Secciones
A pesar de una organización dubitativa al principio, el diario adoptó una estructura similar a la de otros diarios de la época: «Papeles extrangeros», «Noticias de la Península», «Noticias de Cataluña», junto con una sección abierta en opinión pública y algunas poesías circunstanciales que aparecían bajo la rúbrica de «Variedades» constituyeron las secciones que estructuraban sus cuatro páginas. Unas breves notas que anunciaban la cartelera ponen de manifiesto la importancia que la redacción otorgó a la vida teatral.

## Disolución
No hay una razón oficial, pero, por el contexto, se puede entender que fue por el fin del Trienio Liberal y la llegada de la Década Ominosa . Una etapa en la que existían menos libertades y había represión hacia los sectores liberales. Este diario también afirma ya una voluntad de representar una forma de diferenciación respecto al resto de España y de despertar en sus lectores unos sentimientos y una connivencia emocional pro catalanes, lo que también favoreció a la represión.

## Relación de directores, redactores y colaboradores

### Director
| Juan Dorca | 1820 - 1823 |

### Redactores colaboradores (seudónimo)
| Ramón López Soler (Lopecio)                |
| Francisco Altés Gurena (Selta Rúnega)      |
| Buenaventura Carlos Aribau (Ubarisso)      |
| Juan Larios de Medrano (Martilo Faventino) |